# Astragalus kopalensis
Astragalus kopalensis är en ärtväxtart som beskrevs av Rudolf V. Kamelin. Astragalus kopalensis ingår i släktet vedlar, och familjen ärtväxter. Inga underarter finns listade i Catalogue of Life.